# Paul Esswood
Paul Esswood (West Bridgford, Inglaterra, 6 de junio de 1942) es un contratenor y director de orquesta inglés. Ha alcanzado renombre por su interpretación de las cantatas de Bach y de óperas de Handel y Monteverdi. Junto con sus compatriotas Alfred Deller y James Bowman, lideró la recuperación del canto de contratenor en los tiempos modernos.

## Biografía
Paul Esswood nació en West Bridgford. Estudió en el Royal College of Music de Londres desde 1961 hasta 1964. Su debut profesional fue en una interpretación de El Mesías de Handel para la BBC en 1971.
Esswood ha participado en más de 150 grabaciones, entre las que se encuentran las partes para alto de muchas cantatas de Bach en la serie de Teldec con los directores Nikolaus Harnoncourt y Gustav Leonhardt. Grabó El Mesías cuatro veces, así como las obras extensas de Henry Purcell, Claudio Monteverdi, Francesco Cavalli, Marc-Antoine Charpentier y otros. Entre los roles en obras contemporáneas escritos para Esswood se encuentran el papel principal en Akenatón de Philip Glass y la muerte en El paraíso perdido de Krzysztof Penderecki. Asimismo cantó en el estreno de la segunda sinfonía de Alfred Schnittke.
Paul Esswood es el fundador de Pro Cantione Antiqua, un conjunto masculino a cappella especializado en música antigua. También está ganando reputación como director de orquesta de ópera barroca.